# Manuel Azpíroz
Manuel Azpíroz, dit aussi Manuel de Azpíroz ou Manuel Azpíroz Mora, né le 8 juin 1836 à Puebla au Mexique et mort le 24 mars 1905 à Washington D.C., États-Unis, est un militaire, avocat, homme politique, professeur de droit, essayiste et diplomate mexicain.

## Biographie

### Jeunesse, études et professorat
Né à Puebla le 8 juin 1836,, Manuel Azpíroz, fils de Manuel Javier de Azpíroz et de Maria de la Luz Ureta, étudie d'abord la grammaire latine au Séminaire Palafoxiano de Puebla (1852), puis il complète ses études à l'Université de Mexico, où il obtient le titre de bachelier en 1856. Il étudie ensuite le droit à l'Université autonome de Puebla (1857) avant de retourner parfaire sa formation durant deux ans au Séminaire Palafoxiano. Au cours de ses études, il adhère à la cause libérale, dont les jalons ont été posés auparavant dans le pays par des hommes politiques tels José María Luis Mora et Valentín Gómez Farías. En 1861, il devient professeur de droit civil à l'Université autonome de Puebla,.

### Deuxième intervention française au Mexique
Lorsque débute la deuxième intervention française au Mexique, Manuel Azpíroz abandonne temporairement sa carrière professorale afin de rejoindre l'armée régulière mexicaine et participe victorieusement, en mai 1862, à la bataille de Puebla.
En juillet 1862, il est élevé au grade de capitaine d'infanteríe à l'issue de la bataille de Barranca Seca. Prisonnier, il réussit à s'échapper et rejoint le général Miguel Negrete, un ancien chef réactionnaire qui s'était rallié à Benito Juárez au moment de l'intervention française, pour participer à des guérillas. En juin 1863, Azpíroz devient commandant de bataillon ; tandis qu'en août, il obtient son titre d'avocat à Teziutlán. Plus tard, il combat les forces impérialistes sur divers fronts : San Luis Potosí, Guanajuato, Coahuila, Chihuahua, Nouveau León et Tamaulipas, en devenant Lieutenant colonel d'infanteríe.
De mars à décembre 1866, il est secrétaire de gouvernement politique et militaire de Chihuahua. Il délaisse ensuite la politique et retourne aux armes sous les ordres du général Mariano Escobedo, en participant au siège de Querétaro. L'empire étant renversé, en juin 1867, Azpíroz est nommé procureur du Conseil de Guerre qui condamne à mort l'empereur Maximilien Ier et les généraux Miguel Miramón et Tomás Mejía.
Sur le plan privé, Manuel Azpíroz épouse en la cathédrale de Chihuahua le 2 décembre 1866 Belén Garcia, dont il a deux filles : Luz (mariée avec de Perez Rivera) et Belén, ainsi qu'un fils Rodrigo, diplomate, notamment à Washington auprès de son père,.

### République mexicaine

#### Homme politique

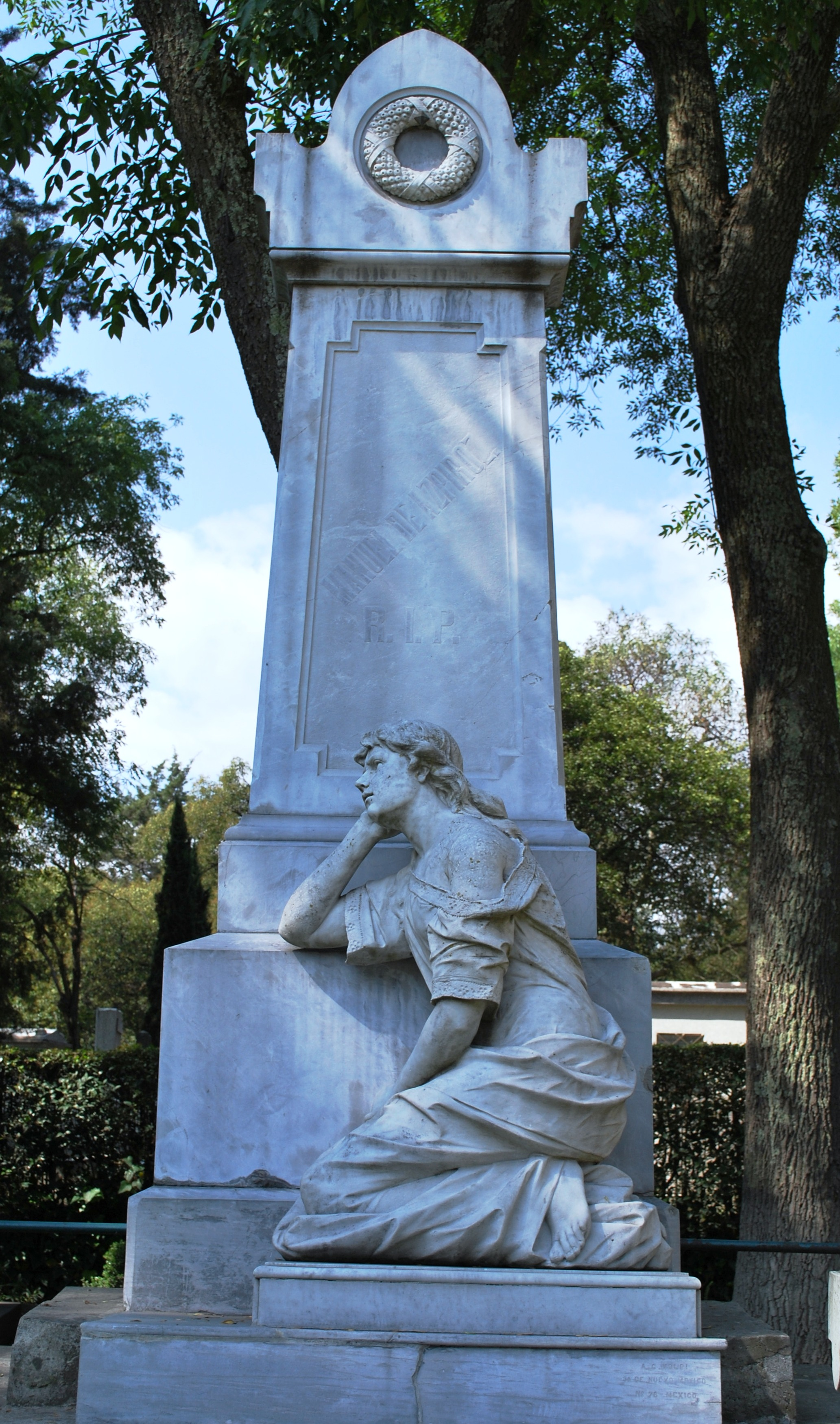
Sépulture de Manuel Azpíroz dans la Rotonde des Personnes illustres (Mexique).

Sous la république mexicaine, il occupe à deux reprises la fonction de Secrétaire aux Affaires étrangères (en 1868 et en 1871). En janvier 1873, il est nommé consul à San Francisco, Californie. À la fin de 1876, Azpíroz rentre au Mexique où il devient sénateur du district fédéral.

#### Carrière juridique, puis diplomatique
Lors l'arrivée des forces porfiristes à Mexico, il se retire durant quelque temps de la vie publique. Il exerce les fonctions de professeur de droit de 1883 à 1890 à l'Université de Puebla. Cependant, il reprend ensuite sa carrière diplomatique comme sous-secrétaire des Relations Extérieures de mai 1890 à janvier 1899, date à laquelle il est nommé ambassadeur du Mexique aux États-Unis, fonction qu'il est le premier à exercer (succédant à des chargés d'affaires et des envoyés) jusqu'à sa mort. Durant son mandat diplomatique, il contribue significativement à définir précisément les frontières fluviales entre le Mexique et les États-Unis. Le 6 septembre 1901, à Buffalo, lors de l'Exposition pan-américaine, Manuel Azpíroz est aux côtés du président des États-Unis, William McKinley qui est assassiné.

#### Maladie et mort
Des suites d'une gastrite, dont il souffrait depuis longtemps, Manuel Azpíroz meurt le 24 mars 1905 à l'ambassade du Mexique, à Washington. Ses restes reposent dans la Rotonde des Personnes illustres à Mexico,.

## Publications
En 1867, Manuel Azpíroz publie Causa de Maximiliano de Hbsburgo, Miramon y Meira.
Alors avocat à Mexico, il publie en 1876, Código de Extanjeria, ou code de l'extranéité, un essai de codification, comprenant tout ce qui a trait à la situation juridique de l'étranger au Mexique. L'ouvrage, en deux parties comprend deux tomes.

## Honneurs
- Commandeur de l'ordre du Christ (Portugal[1],[7]).
- Membre de plusieurs sociétés littéraires et scientifiques[7].
- Sa sépulture est incluse dans la Rotonde des Personnes illustres.